# Phyllanthus unifoliatus
Phyllanthus unifoliatus là một loài thực vật có hoa trong họ Diệp hạ châu. Loài này được M.Schmid miêu tả khoa học đầu tiên năm 1991.